# موتور بمب عباس نوروز بور (أرزوئية)
موتور بمب عباس نوروز بور (بالإنجليزية: Mowtowr Pamp-e Abbas Nowruzpur)‏ هي منطقة سكنية تقع في إيران في كرمان. يقدر عدد سكانها بـ 72 نسمة .